# Wilhelm Droste
Wilhelm Droste (Allendorf, 1953. március 20. –) német irodalomtörténész, író, műfordító.

## Tanulmányai
A Marburgi Egyetemre járt, ahol germanisztikát, történelmet és politológiát hallgatott. 1978-ban diplomázott.

## Élete
Már korán elkezdődött Magyarország iránt érdeklődni, később magyarul is megtanult. 1985-ben DAAD-ösztöndíjjal Budapesten tanul, 1989-ben Magyarországra költözik. Az Eötvös Loránd Tudományegyetem Germanisztikai Intézetében kap munkát, azóta is ott dolgozik. Az intézeten belül a Német Nyelvű Irodalmak Tanszék lektora.
A Neue Zürcher Zeitung és a Neue Pester Lloyd munkatársa. Emellett 1999-ben a budapesti Goethe Intézetben megalapítja az Eckermann kulturális kávézót, amit ma is vezet. Egy évvel később Drei Raben címmel német nyelvű magyar kulturális lapot indít.

## Családja
Nős, felesége Enyedi Ildikó filmrendező. Egy lánygyermekük és egy fiúgyermekük van.

## Főbb művei
- Budapest; Ellert & Richter, Hamburg, 1988 (Die weisse Reihe)
- Ungarn. Ein Reisebuch; szerk. Wilhelm Droste, Susanne Scherrer, Kristin Schwamm; Ellert & Richter, Hamburg, 1989
- Budapest. Ein literarisches Porträt; szerk. Wilhelm Droste, Susanne Scherrer, Kristin Schwamm; Insel, Frankfurt am Main–Leipzig, 1998 (Insel Taschenbuch)
- Pécs. Ein Reise- und Lesebuch; szerk. Wilhelm Droste, Zádor Éva; Arco, Wuppertal, 2010